# Taylor Lawrence
Taylor Lawrence (Thanet, 13 de agosto de 1996) es un deportista británico que compite en bobsleigh en las modalidades doble y cuádruple.
Ganó dos medallas en el Campeonato Mundial de Bobsleigh, en los años 2023 y 2025, y tres medallas en el Campeonato Europeo de Bobsleigh, en los años 2023 y 2025.
Participó en los Juegos Olímpicos de Pekín 2022, ocupando el sexto lugar en la prueba cuádruple.

## Palmarés internacional
| Campeonato Mundial | Campeonato Mundial           | Campeonato Mundial | Campeonato Mundial |
| Año                | Lugar                        | Medalla            | Prueba             |
| ------------------ | ---------------------------- | ------------------ | ------------------ |
| 2023               | Sankt Moritz (Suiza)         | Medalla de plata   | Cuádruple          |
| 2025               | Lake Placid (Estados Unidos) | Medalla de bronce  | Cuádruple          |
| Campeonato Europeo |                              |                    |                    |
| Año                | Lugar                        | Medalla            | Prueba             |
| 2023               | Altenberg (Alemania)         | Medalla de oro     | Cuádruple          |
| 2025               | Lillehammer (Noruega)        | Medalla de bronce  | Doble              |
| 2025               | Lillehammer (Noruega)        | Medalla de bronce  | Cuádruple          |